# Hesperosuchus
Hesperosuchus és un gènere extint de cocodrilomorf que conté una única espècie, Hesperosuchus agilis. Aquest animal formà part de la dieta del dinosaure Coelophysis, com ha mostrat el contingut fossilitzat d'aquests animals. Les restes d'Hesperosuchus s'han trobat a Arizona i Nou Mèxic.